# Andrzej Tuchowski
Andrzej Stanisław Tuchowski (ur. 1954) – polski muzykolog, dr hab. nauk humanistycznych, profesor nadzwyczajny Instytutu Muzyki Wydziału Artystycznego Uniwersytetu Zielonogórskiego i profesor wizytujący Katedry Teorii Muzyki i Historii Śląskiej Kultury Muzycznej Wydziału Kompozycji, Dyrygentury, Teorii Muzyki i Muzykoterapii Akademii Muzycznej im. Karola Lipińskiego we Wrocławiu.

## Życiorys
Studiował w Akademii Muzycznej we Wrocławiu, natomiast w 1988 obronił pracę doktorską, 29 września 1997 habilitował się na podstawie oceny dorobku naukowego i pracy zatytułowanej Integracja strukturalna w świetle przemian stylu Chopina. 29 stycznia 2018 nadano mu tytuł profesora w zakresie nauk humanistycznych. Jest także absolwentem muzykologicznych studiów podyplomowych Uniwersytetu w Southampton.
Został zatrudniony na stanowisku adiunkta w Katedrze Teorii Muzyki i Historii Śląskiej Kultury Muzycznej na Wydziale Kompozycji, Dyrygentury, Teorii Muzyki i Muzykoterapii Akademii Muzycznej im. Karola Lipińskiego we Wrocławiu.
Objął funkcję profesora nadzwyczajnego w Instytucie Muzyki na Wydziale Artystycznym Uniwersytetu Zielonogórskiego, a także profesora wizytującego w Katedrze Teorii Muzyki i Historii Śląskiej Kultury Muzycznej na Wydziale Kompozycji, Dyrygentury, Teorii Muzyki i Muzykoterapii Akademii Muzycznej im. Karola Lipińskiego we Wrocławiu.
Był dziekanem Wydziału Artystycznego Uniwersytetu Zielonogórskiego.